# Otte Knudsen Rud
 Der er flere personer med dette navn, se Otte Rud.
Otte Knudsen Rud (til Møgelkær) (15. maj 1520 på Vedby – 11. oktober 1565 på Svartsjö Slot) var en dansk admiral.
Han udmærkede sig som skibschef under Den Nordiske Syvårskrig og blev i 1565 flådechef efter Herluf Trolle. Ved Bornholm indlod han sig i kamp med en overlegen svensk flåde og blev fanget. Han døde samme år af pest i fængslet i Stockholm. Otte Rud har en gade i både Aarhus og Aalborg opkaldt efter sig. Gaden blev i Aarhus oprindelig døbt med fornavnet Otto, men dette blev i 1995 ændret til den oprindelige navneform Otte, og gadens navn er nu Otte Ruds Gade. Der findes ligeledes en Otte Ruds Vej i Sundby på Amager, i Odense, Svendborg, Vejle og Horsens.
Han blev begravet i Vor Frue Kirke i København.

## Biografi fra DBL
Otte Rud var søn af Knud Rud (død 1554). Otte Rud blev født på sin fædrenegård Vedby. Ved dåben blev han opkaldt efter sin afdøde farbror, og blandt fadderne var foruden bl.a. flere helgener også biskoppen i Roskilde Lage Urne. Hvilket forklarer, at da samme biskop i 1529 gav hans forældre et livsbrev på Venslev Len, kom dette også til at gælde for gudsønnens levetid, dette len tiltrådte Otte Rud i 1554 ved faderens død, som ved reformationen var blevet en kronlen, men Otte Rud mistede det igen i 1558.
Otte Rud fik sin første undervisning i Sorø Kloster, tjente derefter grev Just af Mansfeld som lille dreng og kom så til greven af Schwarzburg, der i hans 18. år gav ham ret til at bære våben, hvorefter han deltog i biskoppen af ministers krig mod Gjendøberne. Ved denne tid i 1539 havde han det uheld at blive sat fast i Hamborg, for at begå drab, men da kong Christian 3. gik i forbøn for ham, kom han fri igen. I alt fald var han snart efter i saksisk tjeneste og deltog først som rytter, siden som landsknægt i krigen mod Brunsvig frem til 1543, hvor han så drog hjem til sit fødeland. Her tog han straks tjeneste blandt Hofsinderne og var i det store følge, der i 1548 ledsagede frøken Anna til Meissen. Året efter fik han sin første forlening, Dragsholm, og giftede sig samtidig med den i saarige Pernille Oxe, søster til den senere så berømte statsmand Peder Oxe; i dette ægteskab blev han far til fem sønner og tre døtre. I 1551 blev han forflyttet fra Dragsholm til Gotland, men her gav hans lensstyrelse snart anledning til en række klager, navnlig fra Visby borgere, der mente, at slottets tjenere gjorde indgreb i deres borgerlige næring. Kongen gav for så vidt klagerne medhold, som han i 1555 udfærdigede nye privilegier for borgerne, og da klagerne vedblev, men nu over, at Otte Rud ikke overholdt disse privilegier, mistede han i 1557 lenet efter et par skarpe påmindelser. Selv efter den tid forfulgtes han med processer af enkelte af øens beboer, men ligesom disse processer ikke faldt ud til hans skade, da den menige almue gav ham på øens landsting det bedste vidnesbyrd som lensmand. Han opnåede da også snart anden forlening, nemlig 1559-62 Odensegård, 1562 Korsør og 1565 Ranes gods i Kalø Len. Selv besad han, foruden sin fædrenearv Møgelkjær, Sæbygaard i Vendsyssel, som han i 1560 havde tilbyttet sig fra kronen.
Da krigen med Sverige udbrød i 1563, blev der naturligvis særlig brug for en fra ungdommen, så den krigserfaren mand som Otte Rud blev i september sendt op til Elfsborg som kommissær hos Daniel Rantzau, og i november udmærkede han sig for kongens øjne i kampen ved Mared ved Halmstad, – og så blev det dog til søs, at han gjorde sit navn udødeligt. Allerede under opholdet i Halmstad beskikkede kongen ham til chef for orlogsskibet «Byens Løve», og næste forår fulgte han med dette skib Herluf Trolles flåde. I to dages slaget 30.-31. maj i farvandet mellem Gotland og Øland udmærkede han sig i høj grad, i det han og Jørgen Brahe den første dag tappert bistod Herluf Trolles skib i den ulige kamp med det store svenske admiralskib «Mars», kaldet «Makalös», og syv andre skibe, og dagen derpå var det Otte Rud, der sønderskød roret på «Makalös» og kastede sine dræg om bord i det store skib, som han derpå, understøttet af to lybske skibe, entrede, og det ville sikkert være blevet taget, hvis der ikke var stukket ild i skibet, som så sprang i luften. I en senere træfning, den 14. august, blev «Byens Løve» taget af de svenske, men da var Otte Rud, uvist af hvilken årsag, ikke om bord. Formodentlig har kongen haft brug andetsteds for den uforfærdede kriger; i december fik han i alt fald befaling at møde med sine heste og harnisk i Skåne, men i februar 1565 kom ny ordre til ham om også dette år at tjene til søs. Da Herluf Trolle i maj løb ud, fulgte Otte Rud ham, nu som chef på et tidligere erobret svensk skib, «Krabat», og i slaget ved Rødesand den 4. juni, hvor Herluf fik sit banesår, var han en af de fem danske skibschefer, som udmærkede sig ved trofast at støtte admiralen. Efter slaget søgte flåden til København, hvor Herluf Trolle nedlagde kommandoen, der blev overdraget til Otte Rud, med broderen Erik Rud som underadmiral. Ved efterretningen om sin eftermands udnævnelse skal Herluf Trolle have ytret, at han ingen kendte i Danmark, som ville være en bedre admiral end Otte Rud; han ville sige god for denne, at han ikke skulle sky sin fjende, – og dette skudsmål gjorde Otte Rud visselig ikke til skamme.
Med admiralens flag vajende på «Jægermesteren» forlod den forenede dansk-lybske flåde den 2. juli København, og fem dage efter traf den svenske flåde under Clas Christersson Horn i farvandet mellem Nydyb og Bornholm, hvor det blodigste søslag i hele denne krig blev udkæmpet - søslaget mellem Rygen og Bornholm. Skønt der i den svenske flåde var 13 skibe mere end ved de forenede flåder, angreb Otte Rud den dog uden betænkning om morgenen. Otte Rud søgte det svenske Admiralskib «St. Erik», der understøttedes af to-tre svenske skibe, mens Otte Rud fik undsætning af sin bror på «Jomfruen». Under den voldsomme ild fra begge af brødrenes skibe faldt den største del af besætningen på «St. Erik» og «Forgylda Lejonet», mens et tredje svensk skib, «Gripen», blev skudt i sænk, men andre svenske skibe kom til, og da vinden bar fra «Lejonet», som var kommet i brand, hen på «Jomfruen», der også antændtes, måtte Erik Rud med besvær drage sit skib ud af kampen, da kun 1/10 af besætningen var kampdygtig. Imidlertid rasede kampen stadigt omkring «Jægermesteren», der nu havde hele den svenske flåde om sig. Forgæves sendte Otte Rud bud efter sine skibschefer om at komme til undsætning, – dels skortede det dem på evne, i det det brændende «Lejonet» til dels havde isoleret det danske admiralskib, dels skortede det på god vilje. Kun to danske skibe og to lybske søgte at undsætte deres admiral, men uden held, og efter det heltemodige forsvar var Otte Rud nødtvunget, selv såret, til ved solnedgang at overgive sit synkefærdige skib og de tiloversblevne 100 mand af de i alt 1050, der udgjorde den oprindelige besætning, til sin ikke mindre tapre fjende mod løfte om ærefuldt fængsel, et løfte, der ikke blev holdt. Fangerne blev nemlig ført til Stockholm, hvor de blev lænkede sammen to og to, og måtte gå i det triumftog kong Erik lod anstille. Otte Rud blev desuden ført til Skara og fremstillet for kong Erik, der overfusede ham med grove ord for hans hårdnakkede forsvar, og da Otte Rud frejdig svarede igen, hindrede kun Clas Christerssons mellemkomst den forbitrede konge i at støde den lænkede og værgeløse fange ned.
Efter et 14 dages ophold i Stockholm blev Otte Rud sammen med flere fanger ført til Svartsjø Slot i Mälaren på grund af pesten. Men også her ramte pesten og bortrev hurtig hans fæller, så han til sidst selv måtte rede sin seng, tænde ild på osv. Endelig angreb smitten også ham, og den 11. oktober 1565 befriede døden ham fra fængslet. Først et par år efter nåede efterretningen om heltens død Danmark, hans enkes anstrengelser for tidligere at komme i forbindelse med ham var spildte. Derimod lykkedes det hende i 1571 efter fredsslutningen at få hans lig, der imidlertid havde henstået i Svartsjøs Kirke, til Danmark. Det førtes til Dragør af et mindre orlogsskib og blev herefter kongelig befaling modtaget af Otte Ruds gamle, ved freden tilbagegivne admiralskib, «Jægermesteren», der førte det ind til København. Men da fru Pernille over hans grav i Vor Frue Kirke i København lod indrette en, som det synes, overjordisk begravelse «paa Fyrsters og Herrers Vis», blev kongen fortørnet. Et skarpt kongebrev til hende i 1576 påbød dens forandring, og da hun nølede med at adlyde, udgik en ikke mindre bestemt ordre til Københavns Universitet og Kirkeværgerne. Fru Pernille, der i sin enkestand havde opført nye hovedbygninger både på Møgelkjær og på Sæbygård og til 1574 havde beholdt Korsør Len og Ranes Gods, var formodentlig alt den gang selv dødssyg, thi hun døde 26. oktober 1576.
Kilder angivet i DBL
- Niels Hemmingsen, Ligprædiken over Otte Rud (1571).
- Vedel Simonsen, De danske Ruder II, 86 ff.
- A. Larsen, Dansk-norske Heltehistorier, 1536-1618 S. 93 ff.

Thiset (forfatter i DBL)